# Montrose Museum
Montrose Museum er et kulturhistorisk museum, der åbnede i 1842 i Montrose, Angus i Skotland. Museet blev skabt i 1841 da Montrose Natural History og Antiquarian Society startede med at finansiere en udvidelse af deres eksisterende udstillingssteder; for at kunne huse deres samlinger som indbefattede alt fra geologi og etnografi til naturhistoriske genstande og forskelligt kunst. Det blev akkrediteret af Museums, Libraries and Archives Council i juni 2009.
Fra 1837 blev samlingen opbevaret i en lokal skole, men den nye bygning var fremstillet specifikt til museet, og var en af de første sådanne i Skotland. Museet blev opført i lyserød sandsten i nyklassicistisk stil med joniske søjler. Museet blev ombygget fra 2009-2010.